# 半田競艇場
半田競艇場（はんだきょうていじょう）は、かつて愛知県半田市にあった競艇場である。

## 解説
同施設は、1953年（昭和28年）3月25日に愛知県内では最初に、東海地方では津競艇場についで2番目の競艇場としてオープンした。ところがそのわずか4ヶ月後に半田市と至近距離に位置する隣接の常滑市に常滑競艇場が開設され競合状態となった。
加えて、伊勢湾台風の影響で選手控室を除くすべての施設の損壊と書類・器具の流失という復旧不能の被害を受けた。この台風により全市域が壊滅的な被害を受けた半田市は「モーターボート事業は大きな財源であるが、それより現在は復興が最優先」とした事に加え、競艇場の所在地が半田港の港口にあり、衣浦港造成を阻害してしまうこと、更に前述のように至近距離には常滑競艇場が所在しており、半田競艇場を廃止しても影響が少ないと判断、台風被害の発生した1959年（昭和34年）9月26日付けで閉鎖、1964年（昭和39年）3月31日付けで正式に廃止された。
半田市は単独でのレース開催ができなくなったが、施行権そのものは保持しており、1964年（昭和39年）7月より常滑競艇場で開催されている一部レースの開催を行っている。